# Alpedrete
Alpedrete település Spanyolországban, Madrid tartományban. Alpedrete Collado Mediano, Collado Villalba, Guadarrama és Moralzarzal községekkel határos. Lakosainak száma 15 543 fő (2024).

## Népesség
A település lakosságának változását az alábbi diagram mutatja:
| Lakosok száma | 8121 | 10 235 | 12 016 | 12 797 | 13 480 | 14 005 | 14 240 | 14 575 | 15 006 | 15 543 |
|               | 2001 | 2004   | 2007   | 2009   | 2012   | 2014   | 2017   | 2019   | 2022   | 2024   |